# Stalwart (politique)
Pour les articles homonymes, voir Stalwart.

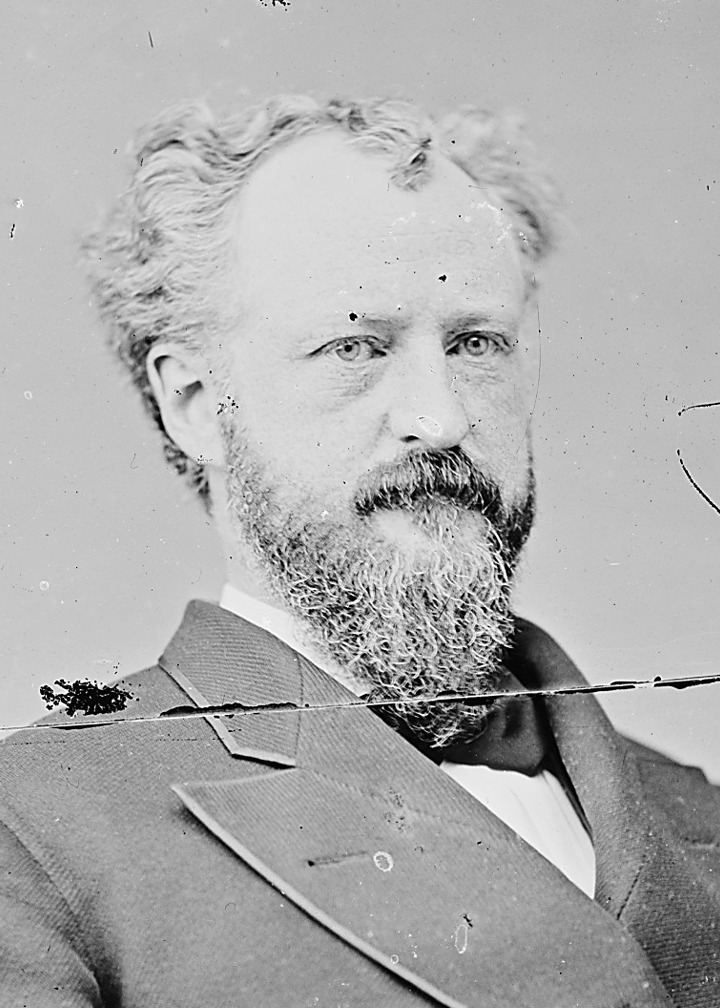
Roscoe Conkling.

Les Stalwarts étaient, vers la fin du XIXe siècle aux États-Unis, une faction du Parti républicain. Ils s'opposaient alors aux Half-Breeds (modérés) pour le contrôle du parti. Les Stalwarts étaient de fervents partisans du président Grant. Le mot anglais, stalwart, est un mot désignant un partisan fidèle. Comme adjectif, il signifie « fort », « solide ». 
La faction est dirigée par le sénateur américain Roscoe Conkling. Ses membres étaient les républicains traditionnels qui se sont opposés la réforme de la fonction publique de Rutherford B. Hayes. La réforme de la fonction publique rédigée par le démocrate George H. Pendleton finit par être votée sous la présidence de Chester A. Arthur. Vers la fin des années 1880, les deux factions se sont dissoutes, leur opposition n'ayant plus de raison d'être.